# Lechické jazyky
| Počet osob deklarujících daný jazyk jako doma užívaný jazyk (všechny barvy v pruhu), z toho ti, deklarující jej jako jediný domácí jazyk (červeně) či jeden z mnoha (stříbrně) v tisících | Počet osob deklarujících daný jazyk jako doma užívaný jazyk (všechny barvy v pruhu), z toho ti, deklarující jej jako jediný domácí jazyk (červeně) či jeden z mnoha (stříbrně) v tisících | Počet osob deklarujících daný jazyk jako doma užívaný jazyk (všechny barvy v pruhu), z toho ti, deklarující jej jako jediný domácí jazyk (červeně) či jeden z mnoha (stříbrně) v tisících | Počet osob deklarujících daný jazyk jako doma užívaný jazyk (všechny barvy v pruhu), z toho ti, deklarující jej jako jediný domácí jazyk (červeně) či jeden z mnoha (stříbrně) v tisících | Počet osob deklarujících daný jazyk jako doma užívaný jazyk (všechny barvy v pruhu), z toho ti, deklarující jej jako jediný domácí jazyk (červeně) či jeden z mnoha (stříbrně) v tisících |
| --- | --- | --- | --- | --- |
| | | | | |

| slezština: | slezština: | slezština: | slezština:    | slezština:    |
| ---------- | ---------- | ---------- | ------------- | ------------- |
|            |            |            |               |               |
| 2021       | 2021       |            | 457,9 (53,3)  | 457,9 (53,3)  |
| 2011       | 2011       |            | 529,4 (126,5) | 529,4 (126,5) |
| 2002       | 2002       |            | 56,6          | 56,6          |

Pojem lechické jazyky (polsky Języki lechickie, slezsky Lechicke godki, kašubsky Lechicczé jãzëczi) označuje severní větev západoslovanských jazyků, zahrnující polštinu a další jí podobné jazyky. Jméno Lech je v Polsku oblíbené a bájný Lech (lěchy – Lechové) byl bratrem bájného Čecha (čěchy – Čechové).

## Dělení
Mezi jazyky této skupiny patří nebo patřily:
- polština (ISO 639-2: pol)
- kašubština (ISO 639-2: csb)
- slezština (ISO 639-3: szl)
- polabština, pomořanština, severní slovinština (vymřelé)

Někdy se sem řadí také téměř vymřelé jazyky Lužických Srbů:
- Hornolužická srbština
- Dolnolužická srbština

| kašubština | kašubština | kašubština | kašubština  | kašubština  |
| ---------- | ---------- | ---------- | ----------- | ----------- |
|            |            |            |             |             |
| 2021       | 2021       |            | 87,6 (1,7)  | 87,6 (1,7)  |
| 2011       | 2011       |            | 108,1 (3,8) | 108,1 (3,8) |
| 2002       | 2002       |            | 52,7        | 52,7        |

## Charakteristika
- Nedošlo ke změně g na h.
- Zachovaly se nazální samohlásky (s výjimkou slezštiny).
- Takzvaná čtvrtá palatalizace velárních souhlásek v polštině a kašubštině.